# Vazovo, Razgrad
Vazovo (în bulgară Вазово) este un sat în comuna Isperih, regiunea Razgrad,  Bulgaria. 

## Demografie
Componența etnică a satului Vazovo
     Turci (49,49%)
     Bulgari (2,18%)
     Romi (28,66%)
     Nicio identificare (19,65%)
La recensământul din 2011, populația satului Vazovo era de 1.099 locuitori. Nu există o etnie majoritară, locuitorii fiind turci (49,49%), romi (28,66%) și bulgari (2,18%). Pentru 19,65% din locuitori nu este cunoscută apartenența etnică.